# Nieves de Hoyos y Sancho
Nieves de Hoyos y Sancho (Matamorosa, Campoo de Enmedio, 1908-Madrid 29 de junio de 2001) fue una maestra, etnógrafa, folklorista, escritora cántabra, y directora y conservadora del Museo del Pueblo Español, cuya formación y aprendizaje práctico está situado en el entorno científico y docente de su padre, Luis de Hoyos Sainz, naturista, antropólogo y etnólogo.

## Reseña biográfica
Nieves de Hoyos nació en Campoo de Enmedio, en 1908, alumna del Instituto-Escuela, se incorporó a las investigaciones sobre etnografía española iniciada por su padre, llegando a ser una folklorista reconocida. La colaboración con su padre se intensificó cuando, además de discípula y colaboradora, Nieves se convirtió en la ayudante que necesitaba su padre a causa del agravamiento de la ceguera progresiva que padeció.
Nieves cursó sus estudios en un contexto histórico en el que, por un lado, se estaban constituyendo en sus respectivos campos, nuevas disciplinas. Por otro lado, el acceso a los estudios y al trabajo para el que habilitaban los títulos académicos, no eran derechos reconocidos ni garantizados definitivamente a las mujeres

### El entorno de aprendizaje
El entorno científico y académico de Luis Hoyos estaba formado por personas de la talla de Francisco de las Barras de Aragón, Unamuno y Telesforo de Aranzadi, que son la primera generación de antropólogos con formación de naturalistas en España. Luis Hoyos llegó a ser un antropólogo con proyección europea, pero no fue jamás titular de una cátedra de Antropología, a pesar de haber sido catedrático superior de Magisterio y catedrático de la sección de Pedagogía de la Facultad de Filosofía y Letras.
No obstante, Luis de Hoyos logró crear escuela de investigación antropológica en el marco del seminario de etnografía, folklore y artes populares que el propio Luis de Hoyos constituyó, primero, en la Escuela de Magisterio (1914-1931) y después en la Facultad de Filosofía y Letras. En estos seminarios, además de clases metodológicas, dirigió los trabajos del alumnado de cara a las memorias de fin de carrera. Parte importante de su obra la constituyen las instrucciones, guías y cuestionarios que publicó con el fin de dejar a sus discípulos las coordenadas del método científico de investigación.
Nieves fue una de sus discípulas y colaboradora. En 1944 publicó, con su padre, el Manual Folklore, del que ya se decía en 1949 que

El investigador que quiera conocer a fondo la ciencia folklórica y 'la vida popular tradicional no debe dejar de leer el eruditísimo libro Manual de Folklore de don Luis de Hoyos y su hija Nieves

### Después de 1951
Después del fallecimiento de su padre, en 1951, Nieves siguió trabajando con los archivos y material recopilado en vida de su padre. Estos archivos constituyeron una de las más importantes fuentes en las investigaciones que continuó realizando y dando a conocer mediante publicaciones, charlas, intervenciones en Congresos, etc.
En 1954 siguiendo las «bases metódicas y técnicas para un refranero agrícola», una de las instrucciones que Luis de Hoyos dejó escritas, Nieves publicó el Refranero agrícola español, en el que se clasifica y comenta los refranes agrícolas españoles.
Su conocida obra El traje regional la publicó también en 1954. En ella Nieves aportó el criterio para clasificar en cinco las zonas en que podían agruparse los trajes regionales.

### En el Museo del Pueblo Español

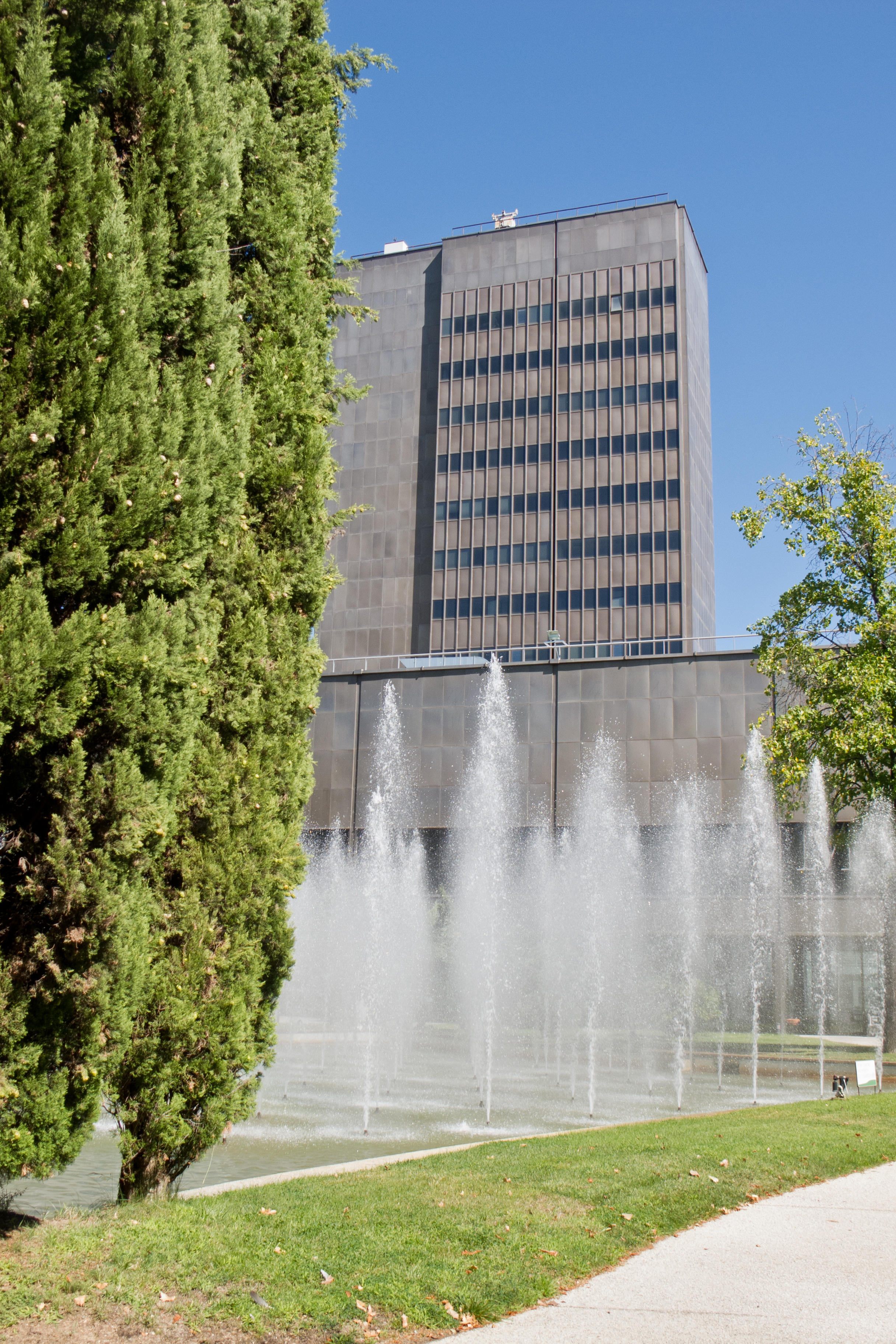
Museo del traje y parte del Museo de Antropología. La Biblioteca y el Archivo personal del que fue el principal promotor de la creación del Museo del Pueblo Español y su primer director, D. Luis de Hoyos Saínz y de su hija Dª Nieves de Hoyos Sancho, posteriormente directora del Museo, están en el Museo del Traje. «Carlos Delgado; CC-BY-SA»

En 1934 se crea el Museo del Pueblo Español, al que se incorporó el Museo del Traje.
En palabras de Nieves:

a mi padre le parecía el traje una destacada faceta del pueblo, pero como etnólogo le interesaba el hombre como ser cultural, dentro de su ambiente y grupo social; quería, pues, lo que siempre había sido su deseo: un Museo Etnográfico.</ref>

La guerra impidió que se inaugurara en la fecha prevista. Transcurrieron 35 años hasta que el Museo del Pueblo se abrió al público. Pero durante ese tiempo fue dirigido por, entre otras personas, Julio Caro Baroja y la propia Nieves de Hoyos estuvo al frente desde 1963 a 1971. Finalmente en 1993 se produjo la fusión del Museo del Pueblo y el Museo Nacional de etnología, creándose el Museo Nacional de Antropología.

### En el Museo del traje
Nieves del Hoyo falleció a la edad de 92 años. Su obra se compone de más de un centenar de trabajos y monografías publicados en periódicos, semanarios y revistas especializadas y sigue siendo referente en las investigaciones. El archivo personal y la biblioteca de Luis y de Nieves de Hoyos forma parte del fondo bibliográfico del Museo del Traje, están en la sección especial. Son 2.000 títulos, destacando por su volumen, las de ámbito hispanoamericano.